# Sławomir Bubicz
Sławomir Bubicz (ur. 19 lutego 1957 w Lublinie, zm. 4 listopada 2021 tamże) – polski psycholog, pionier nowoczesnej hathajogi w Polsce, założyciel i właściciel Akademii Hatha-Jogi w Warszawie,  Wydawnictwa Virya oraz restauracji Sadhu Café, wegetarianin.

## Życiorys
Był magistrem psychologii (KUL). Brał udział w „Przedsięwzięciu Góra” Jerzego Grotowskiego. Spędził 8 lat w Indiach, gdzie kształcił się pod kierunkiem m.in. Swamiego Muktanandy, Nisargadatty Maharaja, S.N. Goenki, J. Krishnamurtiego.
We własnej pracy podążał głównie ścieżką jogi B.K.S. Iyengara. Od 1984 był propagatorem nowoczesnej hathajogi w Polsce. Był też tłumaczem i wydawcą książek B.K.S. Iyengara.

## Publikacje
- Gabriella Giubilaro. Haṭha-yoga. Kurs āsan dla początkujących według tradycji B.K.S. Iyengara. Tłumaczenie Sławomir Bubicz, opracowanie graficzne i redakcja techniczna Jan Krzysztof Wasilewski, U.W.S.P. Unimot: Lublin 1985, str. 128, nakład 1000 egz.
- Āsana. podręcznik do kursu według B.K.S. Iyengara. Zestaw dla początkujących. Wybór tekstów, tłumaczenie oraz układ całości Sławomir Bubicz, korekta i współpraca: T – L – Ma, Lublin 1985, str. 174 + [98] stron ilustracji [nlb].
- B.K.S. Iyengar: Joga, przekład z języka angielskiego Sławomir Bubicz, Państwowe Wydawnictwo Naukowe: Warszawa 1990, ISBN 83-01-09259-9; wyd. 2, (w nowej redakcji) Światło jogi. Yoga dīpikā, tłumaczenie i redakcja Sławomir Bubicz, Vīrya: Warszawa [1996], ISBN 83-903217-1-8
- B.K.S. Iyengar: Drzewo Jogi, tłum. Sławomir Bubicz, Vīrya: 2000 (lub później), s. 192, ISBN 83-903217-9-3
- B.K.S. Iyengar: Joga światłem życia. Wewnętrzna droga ku przemianie, przekład Anna Klajs, redakcja merytoryczna Sławomir Bubicz, Galaktyka: Łódź 2006, wyd. II: 2016, ISBN 978-83-7579-189-1

## Rodzina
Wnuk Marii Kołsut, syn Marii Bubicz, brat Aleksandry Bubicz-Mojsy.
Zmarł wskutek COVID-19. 30 października z tej samej przyczyny zmarła jego siostra. 9 listopada 2021 oboje zostali pochowani na cmentarzu przy ul. Lipowej w Lublinie.